# 천둥새

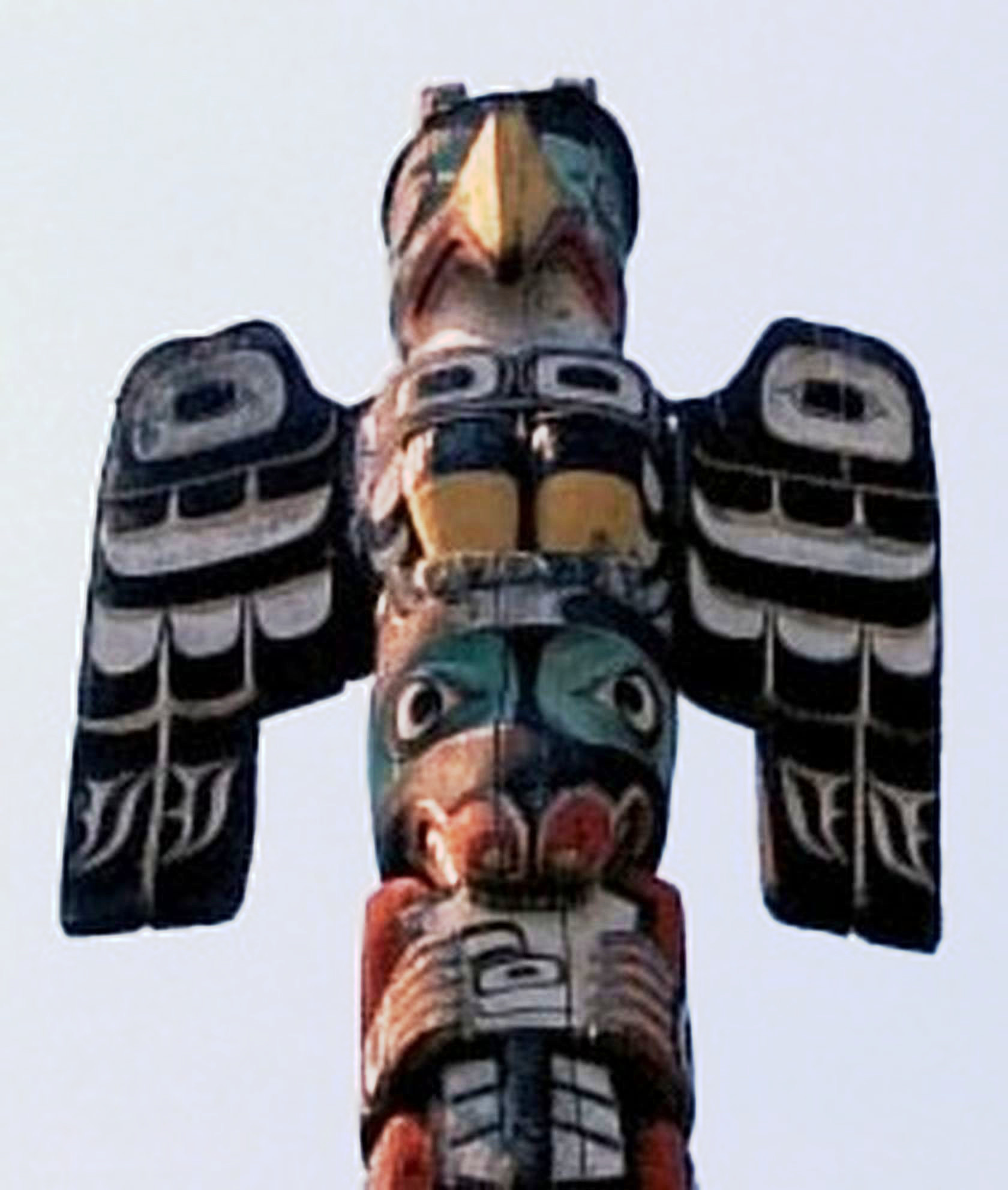
콰키우틀 토템폴의 천둥새

천둥새 또는 선더버드(영어: thunderbird)는 캐나다 서해안 지역과 미국에 거주하는 인디언 부족 사이에 전해진 전설의 새이다. 모습은 큰 독수리이며, 날개는 번개처럼 생겼다. 번개의 정령으로, 자유 자재로 번개를 조종하며, 사냥감도 번개로 잡는다. 여러 부족의 신화에 걸쳐 존재하고 있지만, 천둥과 관련된 거대한 새라는 공통점 이외에는 부족마다 다르다.

## 특징
Thunderbird라는 그 이름 그대로 우레와 번개 그리고 비를 다스리는 전설상의 거대한 괴조라고 한다. 눈을 깜빡일때마다 천둥번개가 치고, 날개를 퍼덕일때마다 비가온다는 전설도 있다. "천둥새" 혹은 "뇌신조(雷神鳥)"등으로 번역된다. 북아메리카 원주민의 신화에서는 위대한 영의 화신 혹은 추종자라고도 한다. 인간으로 변해서 인간과 결혼할 수 있다고 여기는 이들도 있다. 이들은 초대형 육식동물이라 천둥새를 위한 제사에 소 등을 올린 경우도 있었다. 한 소년에게 토탬에 자신 모습을 세기는 것을 허락한 대신, 자신을 맨 위에 조각해달라고 이야기한 이야기도 있다. 소년은 약속을 지켰고, 이후로 토탬 위에는 천둥새가 올라갔다는 전설이다.

## 같이 보기
- 하브로크